# Fritz Barnekow
 Friedrich Emil Hans Otto Barnekow (* 18. Dezember 1899 in Alt Ruppin; † 1959 auf Lipari, Italien) war ein deutscher Polizeibeamter.

## Leben und Wirken
Nach dem Schulbesuch und der Teilnahme am Ersten Weltkrieg studierte Barnekow sieben Semester Rechtswissenschaften. Er brach das Studium schließlich ohne Abschluss ab und trat als Kriminalkommissaranwärter in den Polizeidienst ein. Die Kommissarprüfung bestand er 1930 am Polizei-Institut Charlottenburg. In der Weimarer Republik gehörte er von 1923 bis 1928 dem Stahlhelm an.
Am 1. Januar 1932 wurde Barnekow als Kommissar an das Polizeipräsidium Berlin versetzt, wo er nach den Ereignissen des Preußenschlages vom 20. Juli 1932 in die Politische Polizei übernommen wurde.
Als wenige Wochen nach der Machtergreifung der Nationalsozialisten das Geheime Staatspolizeiamt gegründet wurde, wurde Barnekow als einer der ersten Beamten in diese neue Behörde aufgenommen. Gemäß dem Geschäftsverteilungsplan vom 22. Januar 1934 wurde er spätestens im Januar 1934 Leiter des Kommissariats 2 (Luftfahrt, Küste, Reichswehr und Marine, England, sonstiges Ausland) in der Abteilung IV.
Im Frühjahr 1934 wurde Barnekow zur Staatspolizeistelle Berlin und am 1. Mai 1935 zur Staatspolizeistelle Kiel versetzt. Dort wurde er am 1. Dezember 1938 zum Kriminalrat und später zum Kriminaldirektor befördert. Zu einem ungeklärten Zeitpunkt wurde er als Stellvertreter von Hans Henschke stellvertretender Chef der Kieler Gestapo und von 1941 bis 1943 führte er zudem das Judenreferat II B 5 der Kieler Gestapo. In dieser Eigenschaft identifiziert Gerhard Paul Barnekow zudem für den Dezember 1941 als „einen der Hauptorganisatoren der schleswig-holsteinischen Judendeportationen“.
Im März 1943 wurde er zur Staatspolizeistelle Litzmannstadt abgeordnet und wurde noch 1944 Führer eines zbV-Kommandos beim Befehlshaber der Sicherheitspolizei und des SD (BdS) Litzmannstadt. Im Februar 1944 wurde Barnekow zum BdS Paris versetzt.
In der älteren Literatur wurde behauptet, dass Barnekow in französischer Internierungshaft starb, standesamtliche Unterlagen belegen indessen, dass er 1959 in Italien starb.

## Mitgliedschaft in NS-Organisationen
Von Februar 1933 bis Oktober 1936 gehörte Barnekow der Berliner Motor-SA an. 1936 trat Barnekow in die SS (SS-Nr. 290.679) ein, in der er am 9. November 1938 zum SS-Untersturmführer und am 1. Mai 1942 zum Sturmbannführer befördert wurde. Er trat zum 1. Mai 1937 der NSDAP bei (Mitgliedsnummer 3.947.667).